# Thesium szowitsii
Thesium szowitsii är en sandelträdsväxtart som beskrevs av A. Dc.. Thesium szowitsii ingår i släktet spindelörter, och familjen sandelträdsväxter. Inga underarter finns listade i Catalogue of Life.